# Ардатов (Мордовия)
Арда́тов (эрз. Орданьбуе ош) — город (с 1780 г.) в Республике Мордовия Российской Федерации. Центр Ардатовского района, образует одноимённое муниципальное образование в статусе городского поселения Ардатов как единственный населённый пункт в его составе.

## Этимология
Название-антропоним: эрзянин с дохристианским именем Ардат (эрз.  Ордат) был первопоселенцем, основателем населённого пункта (-ов — русский суффикс принадлежности). В Генеральных переписях мордвы Алатырского уезда, проводившихся в 1624, 1671, 1696 годах, и в актовых документах XVI—XVIII вв. дохристианское имя Ардат встречается довольно часто.
Топоним Орданьбуе состоит из двух основ: Ордань (эрзянское произношение имени Ардат) и буе (эрз.  род, племя,  территория родовых владений).
Народное предание донесло до наших дней легенду о возникновении города Ардатова. После завоевания Иваном Грозным Казани для охраны русских границ от набегов ногайских орд началось строительство сторожевой линии. На перекрёстке торговых дорог возник в середине XVI века острог с крепостными воротами. Ворота назвали Ардатовскими.

## География
Город расположен на правом высоком берегу реки Алатырь (приток Суры), в лесостепной зоне Приволжской возвышенности, в 109 км от столицы республики города Саранска, в 252 км от центра Приволжского федерального округа города Нижнего Новгорода и в 655 км от столицы России города Москвы. В 10 км от железнодорожной станции Ардатов участка Красный Узел — Канаш Московско-Казанского исторического хода Горьковской железной дороги. Город находится на высоте 85 м над уровнем моря.

### Климат
Климат умеренно континентальный. Среднее количество осадков в год: 470 мм. Среднее температура января: -12°C, июля: +19°C. Абсолютный минимум температуры: -45°C, абсолютный максимум: +39°C.

## История
В писцовой книге 1624 года упоминается как деревня Пичевеле Луньгинского беляка Верхалаторского стана. В последующей переписи, проводившейся в 1671 году, деревня не упоминается. Актовые документы свидетельствуют, что часть жителей Пичевеле переселилась в деревни Алово (ныне Атяшевский район) и Алтышево (ныне Алатырский муниципальный округ Чувашии) и основала на старом месте новую деревню:
«Ардатовой, что на Алатыре, Верхалаторского стана».
Впервые селение Ардатово под именем деревни Ардатовой упоминается в 1624—1641 годах в «Книге письма и меры писцов…» Материалы свидетельствуют, что селение это было мордовским, жители его, главным образом, занимались земледелием и несли сторожевую службу на засечной линии. 
В 1669—1671 годах население Ардатова и окрестностей принимало участие в крестьянской войне под предводительством Степана Разина. В этих местах действовал многотысячный отряд Мурзакайки, одного из сподвижников Разина. Восстание было подавлено, стали усиливаться крепостничество и насильственная христианизация.
В мае 1686 года царями и великими государями Иоанном и Петром Алексеевичами был дан указ служилому лицу об устройстве церкви в Ардатове и поселении здесь крещёной мордвы и десяти русских семейств из сёл Порецкого и Семёновского. В 1688 году деревне Ардатовой была построена церковь, по ней селение получило название Ново-Троицкое.
По сведениям 1721 года, Ново-Троицкое вновь называлось Ардатовым. В нём числилось 460 человек. 
В 1779 году село дворцового ведомства Новотроицкое Ардатово из Нижегородской губернии, в уезде Алатырской провинции было передано в Казанскую губернию, а через год, 15 сентября 1780 года, когда было образовано Симбирское наместничество, Ардатово перевели в разряд уездных городов, центр Ардатовского уезда. Ему пожалован герб: «Две копны сена в серебряном поле, в знак великого изобилия сеном».
В 1798 году город Ардатов низведён на степень села, но это продолжалось недолго, через четыре года, в 1802 году, он снова сделан городом, состоя в числе уездных городов Симбирской губернии.
В 1804 году Александром I был утверждён «Генеральный план города Ардатова», согласно которому город должен был застраиваться дальше. Как город Ардатов развивался медленно. Население по сути оставалось крестьянским и занималось земледелием, торговлей, мелкими промыслами. В 1800 году было 25 купеческих лавок и 5 мукомольных мельниц. Хоть и был Ардатов глухим, заштатным городком, но люди его не оставались равнодушными к событиям, которые сейчас мы называем историческими.
«Встрепенул» народ Емельян Пугачёв, чей путь из Казани, после неудачной её осады, лежал через Алатырь и Ардатов. В отряд Пугачёва влилось много восставших из с. Ардатова, но восстание было жестоко подавлено.
В 1812 году ардатовцы героически защищали Родину от нашествия Наполеона. В боях с французами отличились командир Ардатовского уезда А. Я. Дурасов, братья Бекетовы, братья Бестужевы, П. Я. Ахматов и др.
На 1900 год в городе были женская прогимназия, мужское уездное училище, 3 мужских начальных училища и одно женское, одна церковно-приходская школа, земская больница, почтовая станция, Ардатовское волостное правление. Действовало два храма: 
Троицкий собор: храмов четыре. 1) Холодный соборный храм каменный, построен прихожанами в 1769 году; престолов в нем два: главный во имя Живоначальные Троицы и в приделе во имя Архистратига Божия Гавриила. 2) Теплый соборный храм, тоже каменный, построен прихожанами в 1804 году; престол в нем во имя Святителя и Чудотворца Николая. 3) Приписной к собору храм на новом кладбище каменный, построен прихожанами в 1863 г.; престол в нем во имя пророка Божия Ильи. 4) Приписной к собору храм на старом кладбище деревянный, холодный, построен горожанами в 1875—84 гг.; престол в нем во имя преподобного Серия Радонежского. Есть каменная часовня в стене соборной ограды. 
Богородице-Рождественская церковь: храм каменный, построен прихожанами в 1840 году. Престолов в нем три: главный во имя Рождества Пресвятые Богородицы и в приделах: в одном в честь Покрова Пресвятые Богородицы и в другом в честь Иверской иконы Божией Матери. 
В конце XIX — начале XX века в массах заметно оживилось революционное движение. Накануне первой русской революции в Ардатове, как и в других городах и весях, происходили выступления против царя, в них участвовали городская беднота и крестьяне уезда. В дни декабрьского вооружённого восстания в Ардатове вспыхнуло восстание среди новобранцев. Они требовали сокращения срока службы, отмены военных судов и т. п. Восстание было подавлено.
Революционное брожение в народе вновь начинается в годы Первой мировой войны и достигает апогея в 1917 году. Услышав весть о свержении царя, о Временном правительстве, 1 марта ардатовцы разоружили полицию и выслали из города исправника. 8 марта на Базарной площади собралось до 5000 человек — избрали исполнительный комитет. 22 марта иногородный отдел Петроградского совета зарегистрировал Ардатовский совет рабочих и солдатских депутатов, 15 июня того же года этот совет объединился с советом крестьянских депутатов. 1 сентября состоялся первый уездный съезд рабочих и крестьянских депутатов. 19 ноября в Ардатове большевики установили советскую власть, Но через несколько недель им пришлось подавлять контрреволюционные мятежи. В ликвидации их огромную роль сыграли ардатовские коммунисты и сочувствующие им.
Трудными для города и уезда были годы Гражданской войны, коллективизации, но именно в годы советской власти город приобрёл своё лицо, помолодел, стал расти и развиваться.
В 1928 году после упразднения уездов и губерний город стал центром Ардатовского района Мордовского округа Средне-Волжской области.
Прославили Ардатов первые комсомольцы, одним из них был Иван Котков. Зачинателями молодёжного движения в городе стали гимназисты Владимир Кириллов, Сергей Постников, Пётр Тупицын, Борис Россейкин, Иван Карасёв, В январе 1918 года была создана районная комсомольская организация.

## Население
| 1856  | 1897  | 1913  | 1931  | 1939  | 1959  | 1970  | 1979  | 1989    | 1992    | 1998    | 2001    |
| ----- | ----- | ----- | ----- | ----- | ----- | ----- | ----- | ------- | ------- | ------- | ------- |
| 4300  | ↗4900 | ↗6000 | ↘5900 | ↗7400 | ↗9932 | ↘9544 | ↘9192 | ↗10 027 | ↘10 000 | ↗10 200 | ↘10 100 |
| 2002  | 2003  | 2005  | 2006  | 2007  | 2009  | 2010  | 2011  | 2012    | 2013    | 2014    | 2015    |
| ↘9587 | ↗9600 | ↘9500 | →9500 | ↘9400 | ↘9272 | ↗9400 | →9400 | ↘9324   | ↘9126   | ↘8976   | ↘8888   |
| 2016  | 2017  | 2018  | 2019  | 2020  | 2021  |       |       |         |         |         |         |
| ↘8799 | ↘8734 | ↘8584 | ↘8480 | ↘8294 | ↗8857 |       |       |         |         |         |         |

На 1780 год — 579 ревизских душ.
«По 3-й ревизии (1761) написано их было мужеска 579, женска 646 душ, а по четвертой (1781) мужеска 769, женска 829 душ».
На 1859 год — в 715 дворах жило: 2566 мужчин и 2681 женщин.
На 1 января 2025 года по численности населения город находился на 958-м месте из 1124 городов Российской Федерации.
Национальный состав населения (2002): русские — 66,23 %, мордва — 32,12 %.

## Местное самоуправление
Главы городского поселения
- Надежда Киреевна Мельникова.

Главы администрации городского поселения
- Михаил Сергеевич Карпов.

## Известные уроженцы
Тургенев Арсений Дмитриевич (1898—1982) — советский деятель сельского хозяйства, агроном. Директор Марийской сельхозопытной станции (1945—1947), главный агроном по науке Министерства сельского хозяйства Марийской АССР (1950—1975). Заслуженный агроном РСФСР (1960). Член КПСС.

## Религия
Никольский кафедральный собор — главный храм Ардатовской епархии РПЦ.
В городе есть действующая группа адвентистов седьмого дня.

## Экономика
В советские годы в городе действовали предприятия
- маслодельный завод,
- хлебокомбинат,
- ватная фабрика,
- деревообрабатывающая промышленность.

Ничего из перечисленного, на 2011 год не осталось